# Rodewisch
Rodewisch là một đô thị ở huyện Vogtland, bang tự do Sachsen, Đức. Đô thị Rodewisch có diện tích 26,89 km², dân số thời điểm ngày 31 tháng 12 năm 2006 là 7466 người. Đô thị này có cự ly 3 km về phía bắc Auerbach (Vogtland), và 20 km về phía đông của Plauen.

## Người nổi tiếng sinh ở Rodewisch
- Siegbert Hummel (1908-2001), nhà lịch sử